# Bibliographie sur le francique lorrain
Ne doit pas être confondu avec Littérature en francique lorrain.
Cette bibliographie sur le Francique lorrain recense les ouvrages d'études et d'analyse sur cette langue régionale ; ainsi que les glossaires, lexiques et dictionnaires existants. Concernant la littérature de cette langue francique, il faut se reporter à la page littérature en francique lorrain.

## Divers
- Alain Simmer, Aux sources du germanisme mosellan. La fin du Mythe de la colonisation franque, Metz, Editions des Paraiges, 2015  (ISBN 979-10-90282-05-6)
- Daniel Laumesfeld, La Lorraine francique : culture mosaïque et dissidence linguistique, Éd. L'Harmattan, 1996  (ISBN 2-7384-3975-6)
- Gérard Botz, L'histoire du francique en Lorraine, lothringer platt, ed. Gau un Griis, 2013  (ISBN 978-2-9537157-6-7)
- Philippe Martin, Vivre sa région au lycée : l'option Langues et Cultures des Pays mosellans au baccalauréat, dans Les Cahiers Lorrains, n°3, 1993 (lire en ligne)
- Fernand Fehlen, Le « Francique » : dialecte, langue régionale, langue nationale ?, Glottopol, n°4, 2004 (lire en ligne)
- Rispail, Moreau, Francique et Français : l’identification des accents de part et d’autre des frontières, Glottopol, n°4, 2004 (lire en ligne)
- Danielle  Crevenat-Werner, Bärschmannschprooch : Langage  et  travail  dans  les  mines  du Bassin  houiller  lorrain, 1998  (ISBN 9782903850197)
- Pascal Curin, Langues de Lorraine : Le Platt, CPE, 2012  (ISBN 9782845039865).
- Marielle Rispail, Le Francique : de l’étude d’une langue minorée à la socio-didactique des langues, 2003  (ISBN 2-7475-3941-5)
- Bei uns dahem, parler le Platt aux enfants, oui mais comment, in Kumpel, n°1, 2002 (lire en ligne)
- Albert Hudlett, Synopsis Géolinguistique : continuum des parlers alémaniques et franciques d’Alsace et de Moselle germanophone, 2001  (ISBN 978-2-910048-90-7)
- Dialectologie structurale en Moselle germanophone, Université de Nancy II, 1972 (BNF 34596662)
- Atlas linguistique et ethnographique de la Lorraine germanophone, CNRS, 1977 (OCLC 4382085)
- Robert Barudio, Les systèmes vocaliques des parlers de la région de Faulquemont - St-Avold : essai de géographie linguistique structurale en Moselle germanophone, Strasbourg 2, 1973 (OCLC 490275261)
- Feisthauer, Le parler francique de Soucht : Arrondissement de Sarreguemines, Etude phonetique et lexicale, 1963 (OCLC 176651940)
- Albert-Louis Piernet, Hemechtsland a Sprooch, n°1 à n°17, 1983-1987, chapitre : « Platt »

### En allemand
- (de) Emile Guelen, die deutschlothringischen Mundarten, Forbach, 1939 (OCLC 175127915)
- (de) Gero Hemker, Sprachbewusstsein und regionale Identität in Ost-Lothringen, Peter Lang, 2014 (OCLC 7378039230)
- (de) Walter Hoffmeister, Sprachwechsel in Ost-Lothringen : Soziolinguistische Untersuchung über die Sprachwahl von Schülern in bestimmten Sprechsituationen, 1977  (ISBN 9783515025676)
- (de) Walter Hoffmeister, Sprachwechsel in Ost-Lothringen : soziolinguist. Probleme zweisprachiger Schüler, 1977
- (de) Tarral, Laut- und formenlehre der mundart des kantons Falkenberg in Lothr., Strassburg, 1903, (OCLC 609523278), (lire en ligne)
- (de) Max Besler, Die Forbacher Mundart und ihre französischen Bestandteile, Forbach, 1900 (OCLC 252462798) (lire en ligne)
- (de) Follmann, Die Mundart der Deutsch-Lothringer und Luxemburger, A. Konsonantismus, 1886 (lire en ligne) ; II. Theil: Vocalismus, 1890 (lire en ligne)
- Follmann, Über Herkunft und Sprache der Deutsch-Lothringer, 1905 (OCLC 867749889)
- (de) Stroh, Sprachwahl in Petite-Roselle (Ost-Lothringen), 1988 (OCLC 726787137) (lire en ligne)
- (de) Stroh, sprachkontakt und Sprachbewußtsein: Eine soziolinguistische Studie am Beispiel Ost–Lothringens, 1993  (ISBN 382335048X)
- (de) Sabine Legrand, Zur Situation der Sprachenpolitik in Ostlothringen, 1993 (OCLC 922527272)
- (de) Thomas Biegel, Sprachwahlverhalten bei deutsch-französischer Mehrsprachigkeit: soziolinguistische Untersuchungen mündlicher Kommunikation in der lothringischen Gemeinde Walscheid, 1996  (ISBN 3-631-31074-9)
- (de) Karl Hoffmann, Die Laut- und Flexionslehre der Mundart der Moselgegend von Oberham bis zur Rheinprovinz, Strassburg, 1900 (aperçu en ligne)
- (de) Peter Michels, Die Lothringischen Mundarten : landes- und volkskundlich, 1972 (BNF 35201940)

### En anglais
- (en) Stephanie Hughes, Bilingualism in North-East France with specific reference to Rhenish Franconian spoken by Moselle Cross-border (or frontier) workers, University of Antwerp, 2005 (lire en ligne)

## Filmographie et audiographie
- Mosaïk, Sur les pas du francique : une langue régionale de France, 2011 (OCLC 908170279)
- Norbert Becker, Le platt existe, je l’ai rencontré, 2011  (ISBN 978-2-9540986-0-9)
- Francis Brabant, Jean-Paul Kuntz, E Vierdelstunn im Kohlekaschte, Action culturelle du Bassin houiller lorrain, 1988 (OCLC 691270444)

## Dictionnaires, lexiques et glossaires
- Michael Ferdinand Follmann, Wörterbuch der deutsch-lothringischen Mundarten (de), Leipzig, Quelle und Meyer, 1909, (BNF 34102463), (lire en ligne) ; réédition chez Sändig Reprint, 2008  (ISBN 9783253023422 et 3253023427)
- Hélène Nicklaus, Le Platt : le francique rhénan du pays de Sarreguemines jusqu’à l’Alsace, éd. Pierron, 2001  (ISBN 2-7085-0277-8) ; 2e éd. revue et augmentée, 2003  (ISBN 2-7085-0306-5)
- Hélène Nicklaus, Le platt : une langue, Pierron, 2008  (ISBN 2-7085-0343-X)
- René Baro, Boussa Platt, édité par l'auteur (présentation en ligne)
- Manfred Pützer, Adolphe Thil et Julien Helleringer, Dictionnaire du parler francique de Saint-Avold, Éditions Serpenoise, Metz, 2001 (BNF 37706895)
- Dictionnaire en ligne de Francique Rhénan du Pays de Phalsbourg - Sarrebourg Sud-Est de la Moselle
- Dictionnaire Francique en ligne sur Lexilogos
- Jean-Louis Kieffer, Le Platt Lorrain de poche, éd. Assimil, 2006,  (ISBN 2-7005-0374-0) ; réédité en 2012  (ISBN 978-2-7005-0586-3)
- Jean-Louis Kieffer, Saa mol : 250 mots franciques typiques de la région Bouzonville-Boulay, 4e édition, Gau un Griis[1]
- Hervé ATAMANIUK, Marielle RISPAIL, Marianne HAAS, Le Platt lorrain pour les Nuls, 2012  (ISBN 2754036067)
- Marcel Scherer, Raymond Herzog, Guide des insultes en Platt !, Visundi, Forbach, vol. 1, de A à J, 2015  (ISBN 978-3-9816825-1-9) ; vol. 2, de K à Z, 2016
- Marcel Scherer, Holl kän Blatt vor's Mull ! : Recueil d'expressions imagées de Moselle francique, vol. 1, de A à I, 2013 (OCLC 852233144) ; vol. 2, de J à Z, 2014  (ISBN 979-10-93116-01-3)
- Raymond COLLING et Jean-Marie FÈVRE, Quelques mots des affaires en francique Lorrain (rhénan) (voir en ligne)
- Marianne Haas Heckel, François Abel, Platt en vrac : Nix wie Platt, Gau un Griis, 2011  (ISBN 9782901266440)
- Marianne Haas-Heckel, Saargeminner Platt Wärderbuuch, dictionnaire du dialecte de la région de Sarreguemines, 2016  (ISBN 9782901266600 et 2901266606)
- Marianne Haas Heckel, Lexique du dialecte de la région de Sarreguemines, éditions confluences, 2001 (BNF 37690262)
- Nous parlions ainsi! : petit recueil des locutions, expressions, dictons, sentences, adages et proverbes utilisés à Sarreguemines et ses environs, 1994  (ISBN 9782950840905)
- Marc Mouth, Lûbeln ûn sin Plòt : Longeville-lès-Saint-Avold et son francique
- Claude Zins, Bitscher Platt : dictionnaire dialecte-allemand-français, S.l., 1994 (OCLC 165336991)
- Patricia Rondeaux, petit lexique de platt Hettangeois
- Albert Piernet, Apprenons à parler le Francique, Hemechtsland a Sprooch (BNF 34312958)

### Sobriquets
- Joël Beck et Martine Fitoussi, D'Spotnäme im Bitcherland : Les sobriquets du Pays de Bitche, 2014  (ISBN 978-2-36329-050-2)
- Jean-Marc Becker, Spottnimm aus em Siirkerland : sobriquets du pays sierckois, éditions Gewan, 2000.
- Jean-Marc Becker et Armand Bemer, Les Sobriquets du Pays des Trois Frontières : Spottnimm aus dem Dräilännereck, Serge Domini éditeur, 2021  (ISBN 2354751605)
- Jean-Louis Kieffer, Les sobriquets du Pays de Nied, Éd. des Paraiges, 2016  (ISBN 978-2375350300)
- Die Furbacher, Sobriquets de nos villes et villages région de Forbach, 2008 (lire en ligne)

### Gastronomie
- Collège Adalbert de Bouzonville, Recettes de ma grand-mère : Aus meiner Oma ihr Déppen, éd. Gau un Griis  (ISBN 978-2-9537157-0-5)
- Jean Hurstel, Hubert De Chanville, Prutschel Eck : quelques bonnes recettes du Bassin Houiller Lorrain, Action culturelle du Bassin houiller de Lorraine, Stiring-Wendel, 1982

## Graphie
- Charte de la graphie harmonisée des parlers franciques -Platt- de la Moselle germanophone, Université de Haute Alsace, GERIPA
- (de) Die Besonderheiten der deutschen Schriftsprache in Elsass und in Lothringen, 1962 (OCLC 899038832)
- Platt schreiwe, Kunkelblume, Freyming-Merlebach, 1989 (OCLC 461963243)

## Toponymie
- Marcel Konne et Albert-Louis Piernet, « Dierfer vun äiser Hemecht », Hemechtsland a Sprooch, no 1, 1983  (ISSN 0762-7440)
- François Summa et Alain Schadd, Muselfränkische Kaart : Niedland, Gau un Griis